# Copa Canadá 1995
La Copa Canadá de 1995 fue la I edición de la Copa Canadá. Todos los encuentros de esta Copa se jugaron en el Estadio de la Mancomunidad de Edmonton, resultando campeón la escuadra chilena, la cual era dirigida técnicamente por Xabier Azkargorta. La segunda edición de esta copa se jugó bajo el nombre de "Maple Cup" en 1999.

## Partidos
| 22 de mayo de 1995 | Canadá              | 2:0 (2:0) | Irlanda del Norte | Estadio de la Mancomunidad, Edmonton                                    |                                                                         |
|                    | Peschisolido 9' 23' |           |                   | Asistencia: 12.112 espectadores Árbitro(s): Brian Hall (Estados Unidos) | Asistencia: 12.112 espectadores Árbitro(s): Brian Hall (Estados Unidos) |

| 25 de mayo de 1995 | Chile                       | 2:1 (0:1) | Irlanda del Norte | Estadio de la Mancomunidad, Edmonton                             |                                                                  |
|                    | Valencia 74' · Mardones 81' |           | Dowie 6'          | Asistencia: 6.124 espectadores Árbitro(s): Mike Seifert (Canadá) | Asistencia: 6.124 espectadores Árbitro(s): Mike Seifert (Canadá) |

| 28 de mayo de 1995 | Canadá           | 1:2 (1:1) | Chile                    | Estadio de la Mancomunidad, Edmonton                                     |                                                                          |
|                    | Peschisolido 13' |           | Valencia 32' · Salas 87' | Asistencia: 17.047 espectadores Árbitro(s): Tim Weyland (Estados Unidos) | Asistencia: 17.047 espectadores Árbitro(s): Tim Weyland (Estados Unidos) |

## Tabla
| Equipo            | Pts | PJ | PG | PE | PP | GF | GC | Dif |
| ----------------- | --- | -- | -- | -- | -- | -- | -- | --- |
| Chile             | 4   | 2  | 2  | 0  | 0  | 4  | 2  | +2  |
| Canadá            | 2   | 2  | 1  | 0  | 1  | 3  | 2  | +1  |
| Irlanda del Norte | 0   | 2  | 0  | 0  | 2  | 1  | 4  | -3  |

| Chile         |
| Campeón CHILE |